# Winamp
Winamp – program komputerowy wyprodukowany przez Justina Frankela i Dmitra Boldyreva i ich firmę Nullsoft (którą później sprzedali firmie AOL), służący do odtwarzania większości plików audio (w tym internetowych stacji radiowych) i wideo.
Winamp posiada też możliwość nagrywania i zgrywania płyt CD, bibliotekę mediów, uzupełnianie danych o utworach z internetowego serwisu CDDB. Współpracuje z odtwarzaczami multimedialnymi (firmy Apple, Creative i zgodnych z Microsoft Plays For Sure). Możliwości programu można zwiększyć wtyczkami.
Program jest dostępny na platformy Windows, Linux (tylko Winamp3), OS X (beta) i Android.

## Historia
Pierwsza wersja programu ukazała się w kwietniu 1997 roku. Zbudowana była jedynie z okna zawierającego przyciski play, stop, pause oraz unpause. Wśród nowych funkcji wersji 2.0 wydanej we wrześniu 1998 roku była między innymi obsługa skórek. W wersji 3.0 wydanej w sierpniu 2002 roku, dodano obsługę „nowoczesnych” skórek które były niekompatybilne z wcześniejszymi wersjami programu. Premiera wersji 5.0 miała miejsce w grudniu 2003 roku i obsługuje ona skórki „klasyczne”, jak i „nowoczesne”. Wersja 4.0 nigdy nie istniała, ponieważ Winamp 5 jest wersją łączącą cechy serii oznaczonej numerem 2.x i wersji 3.x (2 + 3 = 5).
20 listopada 2013 roku AOL ogłosiło zaprzestanie prac nad Winampem i od 20 grudnia 2013 roku strona internetowa programu miała przestać działać, a sam program miał być niedostępny do pobrania. Pomimo decyzji AOL-u strona nie została zamknięta i 14 stycznia 2014 roku oficjalnie ogłoszono przejęcie firmy Nullsoft oraz ich marek Winamp i Shoutcast przez belgijski agregator internetowych stacji radiowych Radionomy. 18 października 2018 ukazała się odświeżona wersja beta 5.8, ze zaktualizowanym kodem pod Windows 8.1 i 10, funkcjami Pro dostępnymi za darmo, wyszukiwarką w Playliście oraz pomniejszymi poprawkami.
16 maja 2024 roku, Llama Group ogłosiła że od 24 września 2024 roku, Winamp stanie się częściowo otwartoźródłowym oprogramowaniem. Kod źródłowy został udostępniony na licencji "Winamp Collaborative License", która określa się jako Copyleft, jednocześnie ograniczając możliwość rozwidlania kodu projektu i jego redystrybucji (licencja ta, nie jest uważana za oprogramowanie typu open-source).

## Wersje programu
Winamp 5 dostępny jest w czterech wersjach: Lite, Full, Bundle i Pro.
Wersja Pro dostępna odpłatnie (19,95 USD), natomiast Lite i Full oraz Bundle są darmowe. Wersja Bundle różni się od Full obecnością piosenek MP3.
| Funkcje / Dostępność                                          | Lite    | Full    | Pro            |
| Funkcje / Dostępność                                          | Darmowa | Darmowa | Płatna         |
| ------------------------------------------------------------- | ------- | ------- | -------------- |
| Kompatybilność z wtyczkami do Winamp 2                        | T       | T       | T              |
| Zgodność z „Classic Skins”                                    | T       | T       | T              |
| Zgodność z „Modern Skins”                                     | N       | T       | T              |
| Zgodność z Android Wifi i USB sync                            | N       | T       | T              |
| Wyszukiwanie tekstów piosenek                                 | N       | T       | T              |
| Zgodność z WebM (vp8)                                         | N       | T       | T              |
| Wyszukiwanie i zarządzanie wtyczkami bezpośrednio w programie | N       | T       | T              |
| Biblioteka multimediów                                        | N       | T       | T              |
| Przeglądarka stacji radiowych i telewizyjnych SHOUTcast       | N       | T       | T              |
| Wizualizacje                                                  | N       | T       | T              |
| 50 darmowych MP3 z eMusic                                     | N       | T       | T              |
| Synchronizacja z odtw. multimedialnymi (np. MP3)              | N       | T       | T              |
| Zgrywanie Audio CD na MP3                                     | N       | N       | T              |
| Maksymalna prędkość zgrywania Audio CD na AAC+, AAC, WMA      | N       | 8x      | Nieograniczona |
| Maksymalna prędkość nagrywania Audio CD                       | N       | 2x      | do 48x         |
| Wielkość pliku instalacyjnego                                 | 3.8 MB  | 11 MB   | 15 MB          |

| Audio | Audio | Audio | Audio | Audio | Audio |
| ----- | ----- | ----- | ----- | ----- | ----- |
| CDA   | FLAC  | MID   | MIDI  | RMI   | KAR   |
| MIZ   | MOD   | MDZ   | NST   | STM   | STZ   |
| S3M   | S3Z   | IT    | ITZ   | XM    | XMZ   |
| MTM   | ULT   | 669   | FAR   | AMF   | OKT   |
| PTM   | MP3   | MP2   | MP1   | AAC   | VLB   |
| M4A   | NSA   | Ogg   | AIFF  | AIF   | AU    |
| CAF   | HTK   | IFF   | MAT   | PAF   | PVF   |
| RF64  | SD2   | SDS   | SF    | VOC   | W64   |
| WAV   | WVE   | XI    | WMA   | M3U   | M3U8  |
| PLS   | B4S   | WPL   | ASX   | RAW   | AVR   |

| Wideo | Wideo | Wideo | Wideo | Wideo | Wideo | Wideo |
| ----- | ----- | ----- | ----- | ----- | ----- | ----- |
| AVI   | MPG   | MPEG  | M2V   | AVI   | FLV   | MKV   |
| WEBM  | MP4   | M4V   | NSV   | SWF   | WMV   | ASF   |